# ایستگاه راه‌آهن باتومی
ایستگاه راه‌آهن باتومی (انگلیسی: Batumi railway station) یک ایستگاه راه‌آهن در شهر باتومی، گرجستان است.
این ایستگاه که در سال ۲۰۱۵ تاسیس شده به روزانه دو قطار به مقصد ایستگاه راه‌آهن تفلیس و یک قطار به شهرهای ازورگتی و کوتائیسی دارد. ایستگاه قدیمی باتومی که جزئی از خط باکو-تفلیس-باتومی بوده است در سال ۱۹۰۰ میلادی تاسیس شده بود.

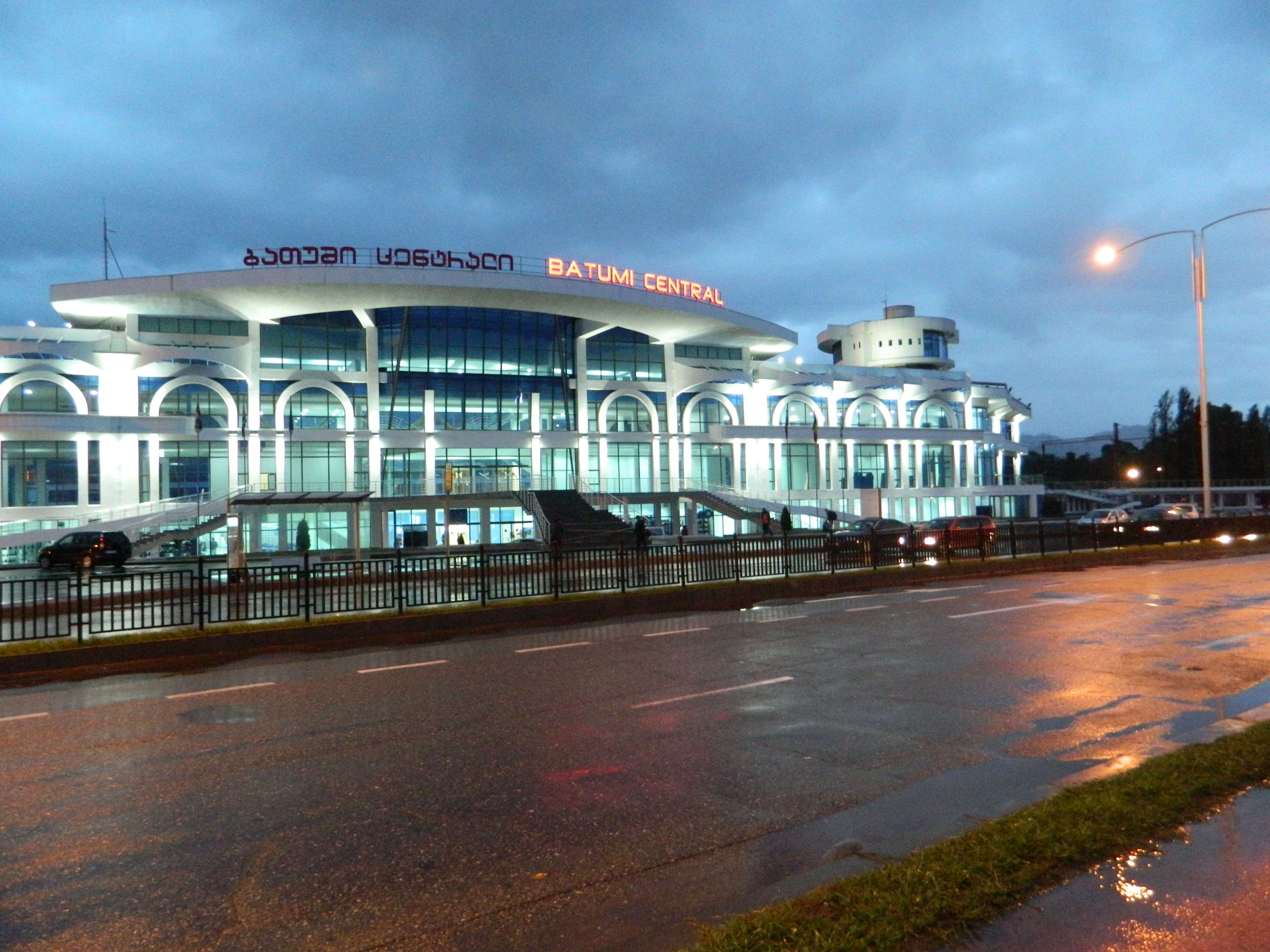
نمایی از ایستگاه راه‌آهن باتومی